# Harald Winter
 Harald "Hara" John Winter, ursprungligen Igor Borganoff, född 1 april 1901 i  Sankt Petersburg, död 30 januari 1952, var en finländsk musiker, ackompanjatör och orkesterledare.
Åren 1920–1921 verkade Winter som ackompanjatör till J. Alfred Tanner och var därigenom en av kuplettsångarens tre mest kända ackompanjatörer; de övriga var Sakeus Juuri-Oja och Pekka Jurva. På 1930-talet hade Winter orkestern Matti Haran Melodi-orkesteri tillsammans med sångaren Matti Jurva. Dessa gjorde ett antal skivinspelningar ihop 1931. Under minneskonserten för J. Alfred Tanner, vilken hölls den 1 mars 1947, verkade Winter som pianist.